# Station Nishiohashi
Station Nishiohashi (西大橋駅, Nishiōhashi-eki) is een metrostation in de wijk Nishi-ku in Osaka, Japan. Het station wordt aangedaan door de Nagahori Tsurumi-ryokuchi-lijn en bevindt zich onder de kruising tussen de straten Naniwasuji en Nagahori-dori. Het station werd samen met enkele andere stations geopend nadat de lijn tot aan station Taishō werd verlengd.

## Treindienst

### Nagahori Tsurumi-ryokuchi-lijn(stationsnummer N14)
| 1 | ■Nagahori Tsurumi-ryokuchi-lijn | richting Shinsaibashi, Kyōbashi en Kadoma-Minami |
| 2 | ■Nagahori Tsurumi-ryokuchi-lijn | richting Taishō                                  |

## Overig openbaar vervoer
Bussen 75 en 84

## Stationsomgeving
- Brandweerkazerne
- Bijstand- en pensioensgebouw
- Chub Mile (restaurantcomplex)

Taishō · Dome-mae Chiyozaki · Nishi-Nagahori · Nishiōhashi · Shinsaibashi · Nagahoribashi · Matsuyamachi · Tanimachi Rokuchōme · Tamatsukuri · Morinomiya · Osaka Business Park · Kyōbashi · Gamō Yonchōme · Imafuku-Tsurumi · Yokozutsumi · Tsurumi-Ryokuchi · Kadoma-Minami